# Igriș

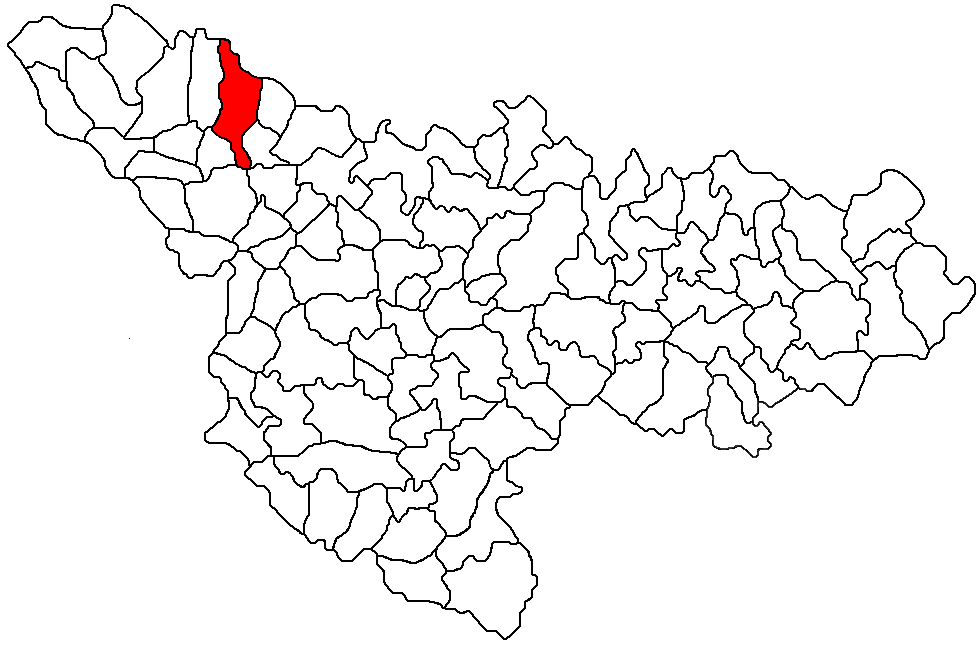
Lage der Gemeinde Sânpetru Mare im Kreis Timiș

Igriș (deutsch Egresch, Igrisch oder auch Egrisch, ungarisch Egres, französisch Hégerieux) ist ein Dorf im Kreis Timiș, im Banat, in Rumänien, am Fluss Mureș. 

## Lage
Igriș liegt etwa 65 Kilometer nordwestlich von Timișoara in der Gemeinde Sânpetru Mare und etwa 10 km nordöstlich von Sânnicolau Mare. Auf dem Areal des Dorfes befindet sich das Naturschutzreservat Inselgruppe Igriș.

## Nachbarorte
| Cenad           | Nădlac                                      | Peregu Mare |
| Sânnicolau Mare | Kompassrose, die auf Nachbargemeinden zeigt | Șemlacu Mic |
| Sânpetru Mare   | Pesac                                       | Periam      |

## Einwohner
| 1880 | 3228 | 2947 | 42 | 213 | 26  |
| 1910 | 3482 | 3154 | 49 | 251 | 28  |
| 1930 | 2760 | 2577 | 14 | 153 | 16  |
| 1977 | 1683 | 1480 | 5  | 13  | 185 |
| 2002 | 1202 | 1186 | 6  | 3   | 7   |

## Kloster Igriș
Hier war auch die Zisterzienserabtei Egresch. Sie wurde 1179 gegründet. Der Abt Egidius von Egresch war hier im Amt. 1235 wurde hier der König von Ungarn Andreas II. begraben. Von hier aus wurde die Zisterzienserabtei in Kerz in Siebenbürgen gegründet.